# Poieni
Poieni es una comuna de Rumania, en el distrito de Cluj. Su población en el censo de 2002 era de 5.802 habitantes.
- Datos: Q16426229
- Multimedia: Poieni, Cluj / Q16426229

1. ↑  Worldpostalcodes.org,código postal n.º 407470.